# Billardiereae
Billardiereae, tribus biljaka iz porodice pitosporovki, dio reda celerolike.
Sastoji se od 5 rodova

## Rodovi
1. Rhytidosporum F. Muell. ex Hook. fil. (5 spp.)
2. Bentleya E. M. Benn. (2 sp.)
3. Billardiera Sm. (21 spp.)
4. Cheiranthera A. Cunn. ex Brongn. (10 spp.)
5. Marianthus Hügel (15 spp.)